# Hipertekst
Hípertékst ali nadbesedilo je način označevanja besedila ali grafičnih elementov (slika ali del slike), ki omogočajo povezavo (skok) na drugi del besedila ali večpredstavni element. Navzkrižno sklicevanje je uporabljeno v vsaki enciklopediji (s kazalko ali z besedami glej drugipojem oziroma stran nn). Pravo veljavo zamisli hiperteksta pa daje šele računalnik in končno svetovni splet. Možne povezave so običajno podčrtane ali obarvane drugače). Povezave so lahko lokalne (v drugi del istega besedila), v drugo besedilo na istem strežniku ali pa kažejo na stran na katerem drugem strežniku. Hipertekstualne povezave med članki (notranje povezave) so obvezna sestavina člankov v Wikipediji.